# Вознесенський собор (Олександрівськ)
Свято-Вознесенський собор — храм в Олександрівську Луганської області.

## Спорудження
Історія собору бере початок з 1783 року, коли на прохання мешканців слободи Юзбашівки (тодішня назва Олександрівки) Костянтин Юзбаш почав займатися побудою в цій слободі церкви.
За допомогою губернської канцелярії та межової експедиції було виділено 120 десятин землі для причету майбутньої церкви. Маючи потрібні будівельні матеріали, Юзбаш звернувся до очільника Катеринославського намісництва Синельникова взяти участь у будівнитві та прохати в преосвященного Никифора, архиєпископа Словенського й Херсонського, благословення і дозволу на зведення в слободі Олександрівці дерев'яної церкви на честь Вознесіння Господнього. З приводу цього прохання Синелькинів 14 серпня 1785 року писав:
17 серпня 1785 року було видано святительську храмобудівну благословінну грамоду на спорудження церкви, а 1 листопада того ж року Бахмутським протоєреєм Петром Расевським було освячене місце й закладено церкву. У повідомленні Бахмутського духовного правління від 19 січня 1790 року архиєпископу Катеринославському й Хернонисо-Тавричному йшлося, що зведення церкви цілком закінчене, іконами й дзвонами оздоблена достатньо, і прохалося видати благословінну грамоту на освячено спорудженої дерев'яної церкви й священний антимінс для звершення в ній богослужінь. З похідної контори преосвященного Амвросія відповідні документи були видані.
25 березня 1791 року протоєрей Петро Расевський освятив Свято-Вознесенську церкву й відкрив у ній богослужіння.

## Архітектура
Дерев'яна церква проіснувала до 1840 року, коли замість неї було зведено цегляний храм, що зберігся до сьогодні. Церква виконана в стилі класицизму з елементами псевдомосковського і неоготичиного стилів, є спорудою квадратною в перерізі, хрестобанною, чотиристовповою, трьохпрестольною, семибанною з квадратною апсидою та невеликим виступом збоку. Центральну баню споруджено на циліндричному барабані, по кутках — декоративні бані. В интер'єрі збереглися фрагменти розписів та ліплень 19 сторіччя. Споруду обперезує карниз, на південному фасаді якого збереглися барельєфи. Орієнтовно, наприкінці 19 сторіччя церкву обнесено мурованим неоготичиним парканом з маленькими баштами й хрестами.

## Новітня історія
Після 1937 року Вознесенська церква залишалася єдиної діючою на теренах нинішньої Луганської области. Наприкінці 1940 року парафію врешті було ліквідовано, та вже за кілька місяців відновлено. У 1955 році церкву зараховано до переліку сакральних споруд Луганської области, які дозволено відвідувати іншоземним делегаціям. Частина ікон, що нині перебувають у храмі, за доби комунізму були врятовані віруючими, багато ж набуто за доби Незалежности.
Настоятелем храму на 2012 рік є протоєрей Яків Лобов.